# Bernhard Indrenius
Bernhard Indrenius, född 16 januari 1812 i Fredrikshamn, död 23 oktober 1884 i Sankt Petersburg, var en finländsk friherre, militär och ämbetsman
Indrenius utexaminerades 1829 från kadettskolan i Fredrikshamn och tjänstgjorde sedan i Ryssland, där han framgångsrikt deltog i fälttågen i Kaukasien 1837–1853 och i turkiska kriget 1853–1854. Han utnämndes 1856 till guvernör först i S:t Michels län och senare i Viborgs län samt var 1866–1882 ledamot av senatens ekonomiedepartement. Som vicekansler för Kejserliga Alexanders Universitetet 1866–1869 gjorde Indrenius en av de högsta makthavarna uppskattad insats när det gällde att begränsa studenternas kontakter med studentkorporationer i Sverige. Han var 1869–1882 medlem av kommittén för finska ärenden i Petersburg och tjänstgjorde i flera repriser som tillförordnad generalguvernör. Indrenius adlades 1854 och upphöjdes i friherrligt stånd 1871. Han blev general i infanteriet 1878.